# Hans Vincenz
 (juin 2025).
Hans Vincenz (né en 1900 à Cologne et mort en 1976 à Essen) est un peintre expressionniste allemand, auteur de gouaches, de peintures à l'huile et de peintures sur verre inversé.

## Biographie
Hans Vincenz est né à Cologne en 1900 et a vécu à Essen pendant plus de cinq décennies, dont près de quarante ans à Essen-Werden. Vincenz s'est familiarisé très tôt avec l'art de l'expressionnisme et s'est lié d'amitié avec de célèbres collègues tels que Erich Heckel, Helmuth Macke, Rolf Lenne, Christian Rohlfs et Werner Gilles.
Comme de nombreux autres peintres de sa génération, son parcours débute par une confrontation avec la nature et les influences des grands mouvements picturaux des deux premières décennies du XXe siècle. Le passage de la peinture figurative des années vingt et trente à l'abstraction l'a finalement conduit à l'art informel, auquel il est resté attaché jusqu'à son décès.
Au début des années 1920, dans les premières années de sa production artistique, il crée des tableaux aux couleurs sombres et argileuses, des figures reposantes, oniriques, des bateaux et des paysages fluviaux encore et encore, et à la lisière de la grande ville industrielle, des tableaux avec la teinte mélancolique des faubourgs. Le Rhin et ses paysages sont restés des impressions persistantes qui, transformées, se ressentent dans ses tableaux ultérieurs. À la fin des années vingt, Hans Vincenz se consacre presque exclusivement à la sculpture sur bois, mais de nombreuses œuvres de cette période seront perdues lors de la Seconde Guerre mondiale. Au début des années trente, il « découvre » la couleur, jusqu'au déclenchement de la guerre, il crée des tableaux sensuels et colorés, souvent à caractère mural.
Les premiers tableaux non-figuratifs ont été réalisés au milieu des années 40. Paul Vogt, alors directeur du Folkwang Museum d'Essen, écrit : « Même pour ceux qui connaissent ses premiers tableaux dans leur harmonie pleine de couleurs chaudes, ce saut vers l'abstraction a pu être une petite surprise - il avait été préparé depuis longtemps et c'est donc moins une expérience que le prolongement logique d'un parcours artistique. On sent dans ces images le fruit de l'expérience des années passées, la sûreté et la force de l'effort continu, qui poursuit inlassablement sa quête. »
Les thèmes du monde réel et l'examen de la nature ont continué à accompagner ses œuvres. Au côté des cycles d'œuvres abstraites, le paysage subsiste dans le tableau. Au milieu des années 50, la couleur prend un nouveau sens dans le travail de l'artiste : couleur et lumière se rejoignent pour former une nouvelle unité qui n'est plus attachée à l'objet. Les couleurs sont avant tout le bleu, qui domine dans de nombreuses œuvres de l'artiste.

## Expositions

### Expositions personnelles (sélection)
- 1928 : Musée Mühlheim, Mülheim / Ruhr
- 1930 : Musée Mühlheim, Mülheim / Ruhr
- 1946 : Musée Folkwang, Essen
- 1947 : Galerie d'art moderne, Bonn
- 1951 : Musée Folkwang, Essen
- 1960 : Museum am Ostwall, Dortmund
- 1960 : Musée des Beaux-Arts, Dallas, États-Unis
- 1960 : University Museum of Art, Oklahoma, États-Unis
- 1961 : Goethe House, New York, États-Unis
- 1962 : Kölnischer Kunstverein, Cologne
- 1964 : Musée de Mülheim, Cabinet d'art, Mülheim / Ruhr
- 1970 : Kunstverein Ruhr, Forum des Beaux-Artistes, Essen
- 1978 : Galerie Marin, Hagen
- 2002 : Maison du maire, Essen-Werden
- 2014/2015 : Galerie Rudifredlinke, Münster
- 2016 : Institut Max Planck de Biochimie, Martinsried
- 2020 : Château de Vischering, Lüdinghausen « Dans le tourbillon des couleurs »

### Expositions collectives (sélection)
- 1924 : Musée Folkwang, Essen
- 1927 : Musée Folkwang, Essen
- 1928 : Kunsthalle Düsseldorf
- 1930 : Kunsthalle, Düsseldorf
- 1931 : Musée Folkwang, Essen
- 1931 : Musée Folkwang, Essen
- 1942 : Musée Mülheim, Mülheim / Ruhr
- 1967 : Städtische Galerie Lenbachhaus, Munich